# Panel truck

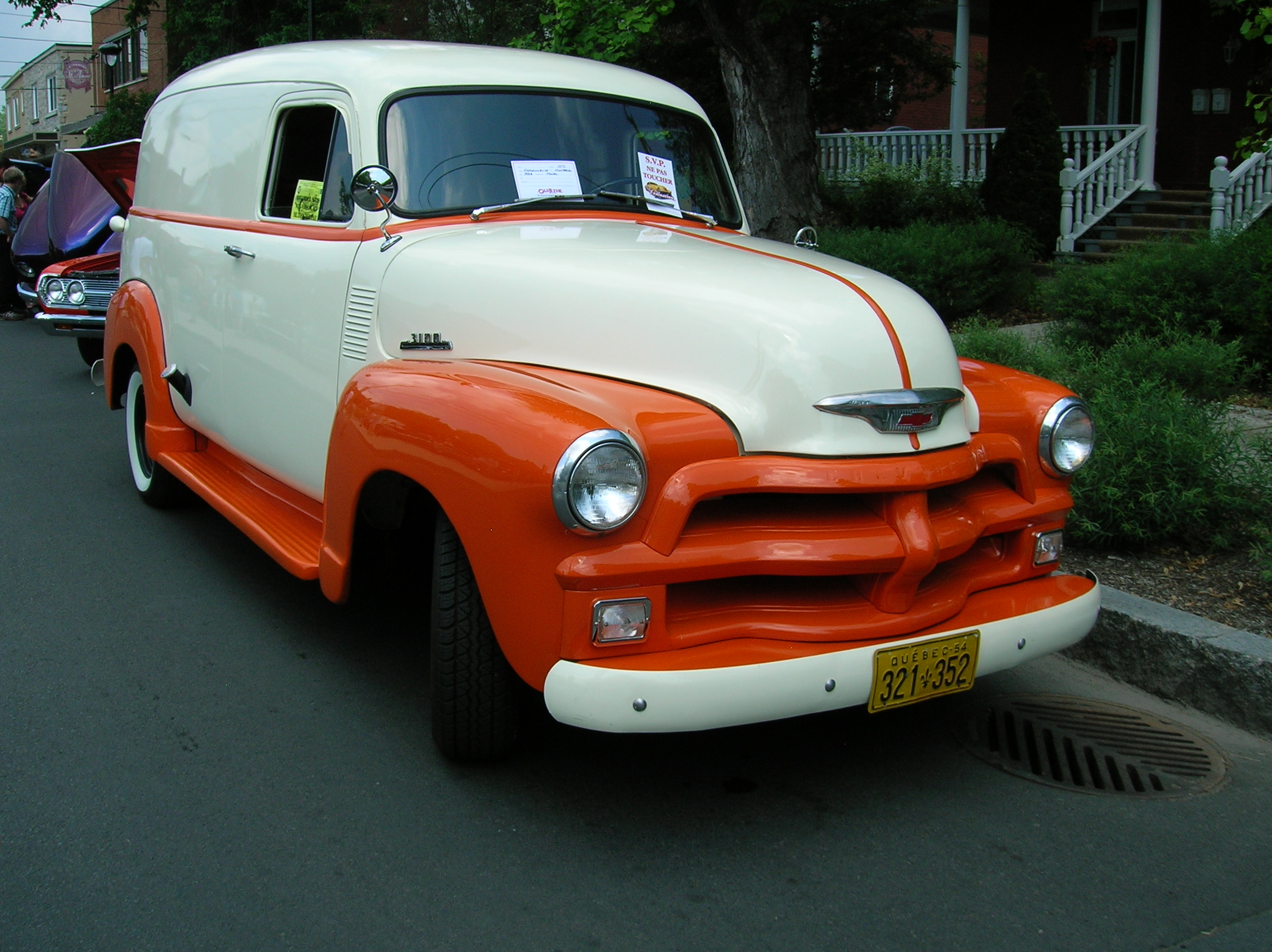
Chevrolet panel truck

Un Panel truck este o camionetă de marfă bazată pe un șasiu de camion. Camioanele cu panou pot fi camionete cu capac de pat complet închis sau un SUV fără geamuri spate și fără scaune spate. Panel truck cu panou a fost fabricat în 1919, în șasiul unui camion Ford Model TT și era doar un capac închis pe spatele unui camion Ford Model TT. Panel truck cu panou bazat pe un SUV a fost Chevrolet Suburban. Camioanele cu panou sunt acum în mare parte dispărute, singurul camion cu panou fabricat încă din ziua de azi (2021) este fabricat de Range Rover.

## Istoric
În 1919, Ford a început să creeze versiuni tip camionetă ale camionului Ford Model TT, Ford fabricase deja camionete pe șasiul autoturismului Ford Model T, dar la cerere era nevoie de ceva mai mare și mai greu. În anii 1920, aproape toți producătorii importanți au început să ofere o versiune de camion cu panou a camionetelor lor. Construcția lor a fost făcută prin punerea unui capac complet închis pe spatele camionetei și realizarea acesteia cu utilitatea unei autoutilitare. În 1928, aproximativ 1 milion de camioane cu panou au fost produse și vândute de fiecare producător.
În 1938, General Motors a început să producă o versiune camionetă a Chevrolet Suburban și a început să o comercializeze sub numele de Chevrolet Panel Truck și a devenit rapid destul de populară. În timpul celui de-al doilea război mondial, panel trucks au fost utilizate pe scară largă ca ambulanțe și transportatori de marfă. În anii 1950, panel trucks au început să fie produse de aproape toți producătorii din întreaga lume, inclusiv Land Rover, Jeep, Dodge, Ford, Studebaker și GAZ. În timp ce panel trucks au fost foarte populare până la începutul anilor 1960, introducerea camionetelor pe bază de unibody a copleșit-o pe cea a panel trucks și aceste vehicule au încetat să fie produse la mijlocul anilor 1970. Land Rover a oferit ultimele lor camioane cu panou în 1989, dar Range Rover continuă să producă camioane cu panou până în prezent. SUV-urile utilizate în scopuri comerciale sunt succesorii panel trucks.

## Galerie

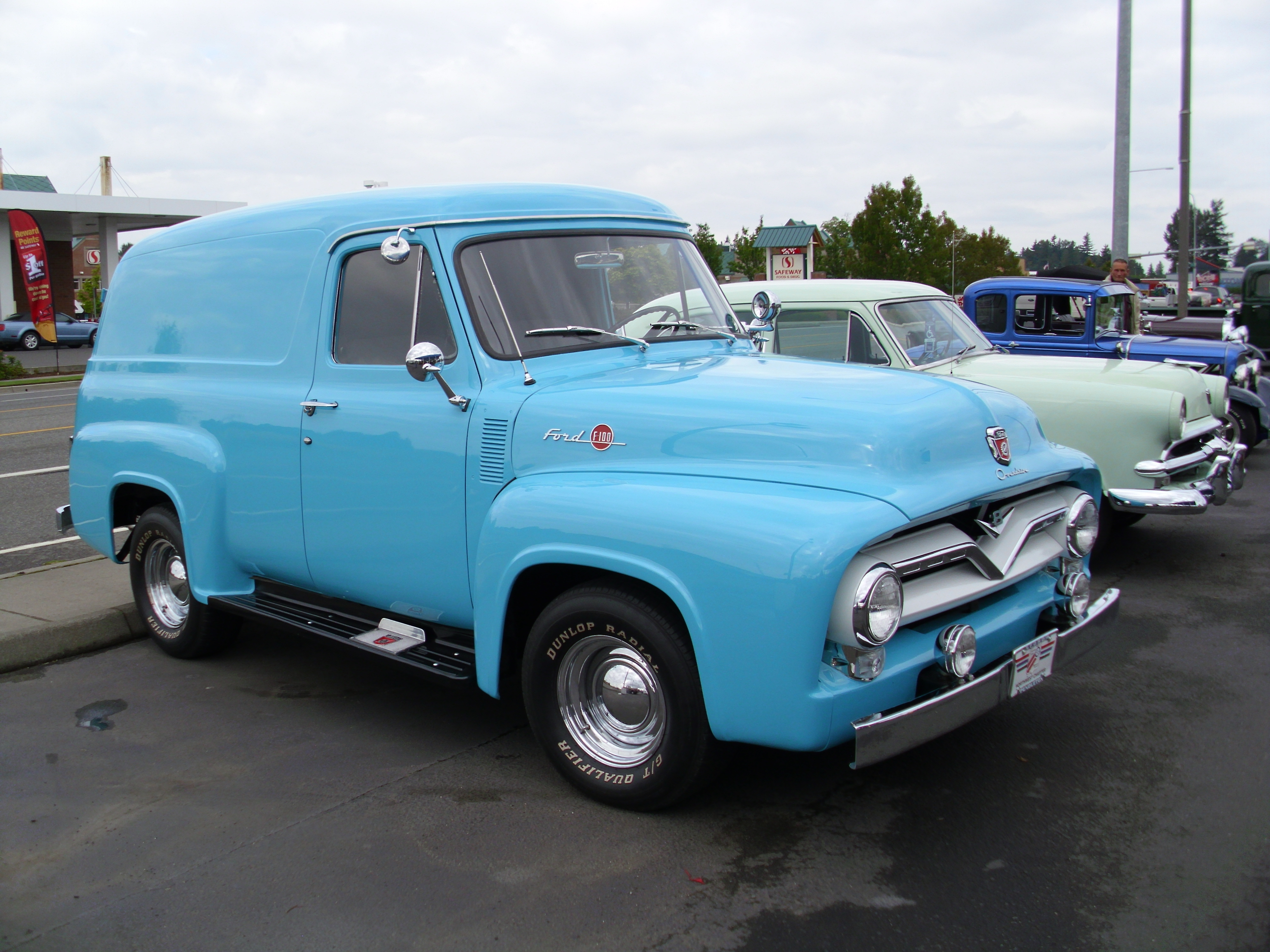
1953 Ford F-Series panel truck
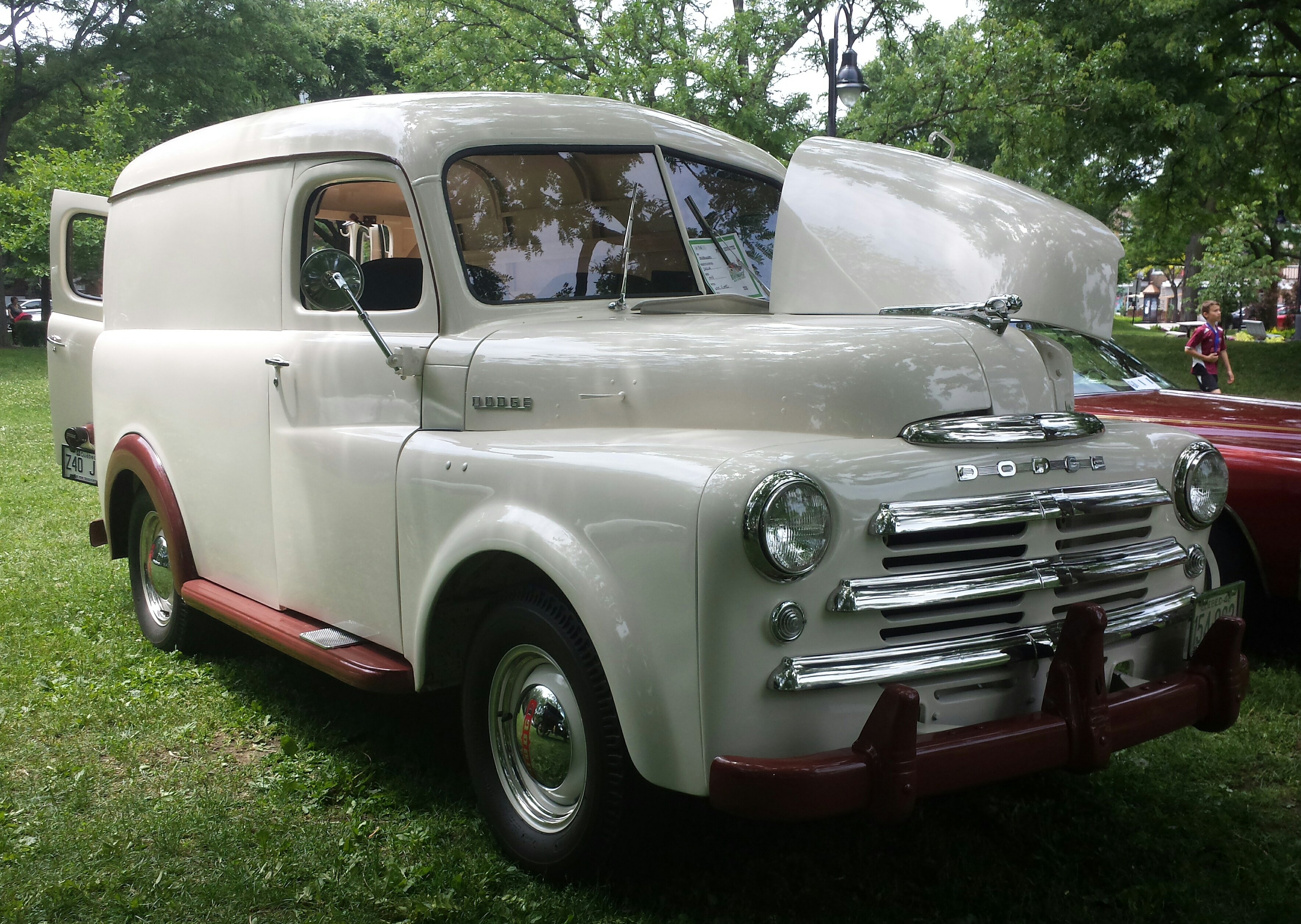
Dodge panel truck
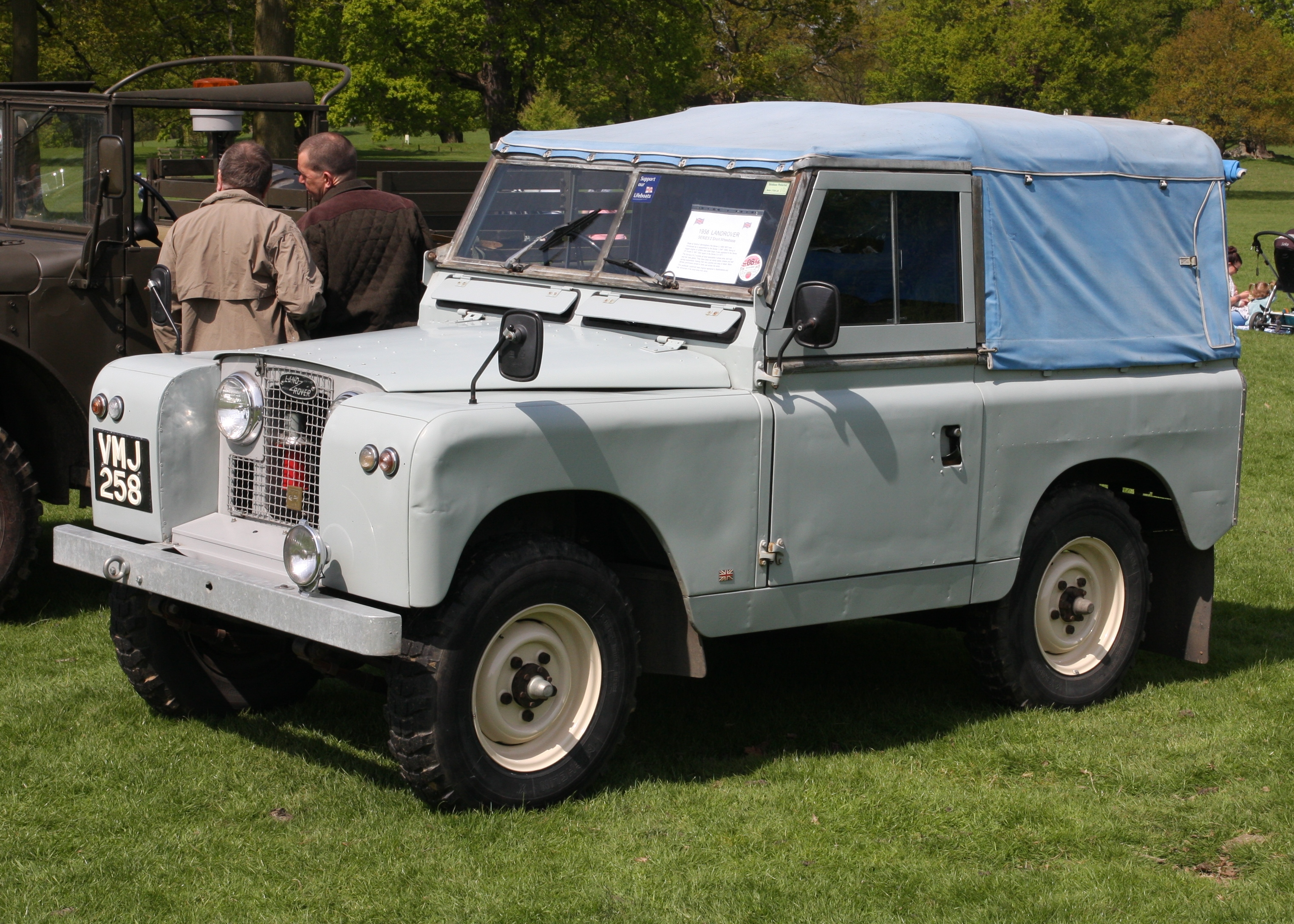
Land Rover panel truck
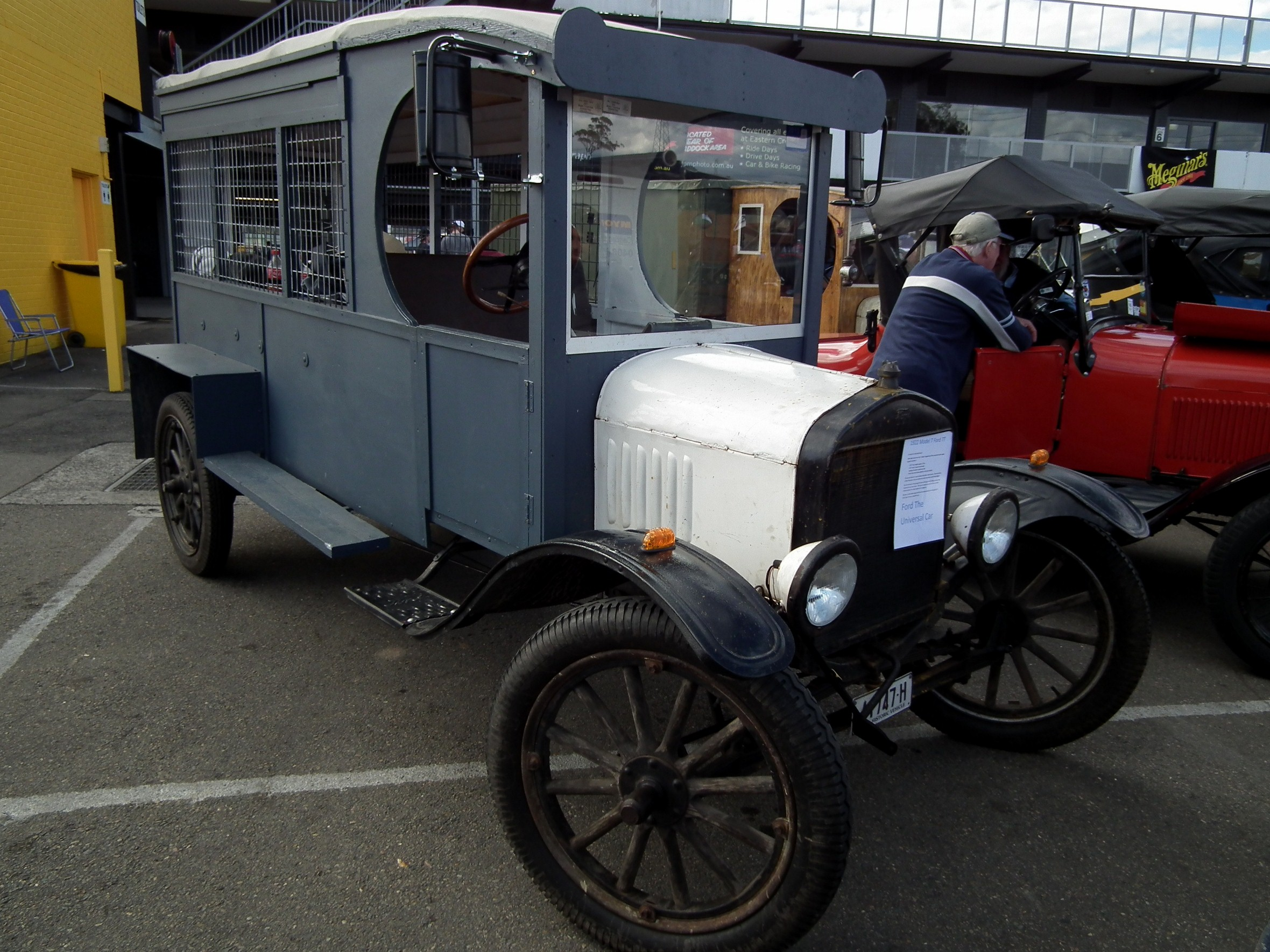
Ford Model TT panel truck
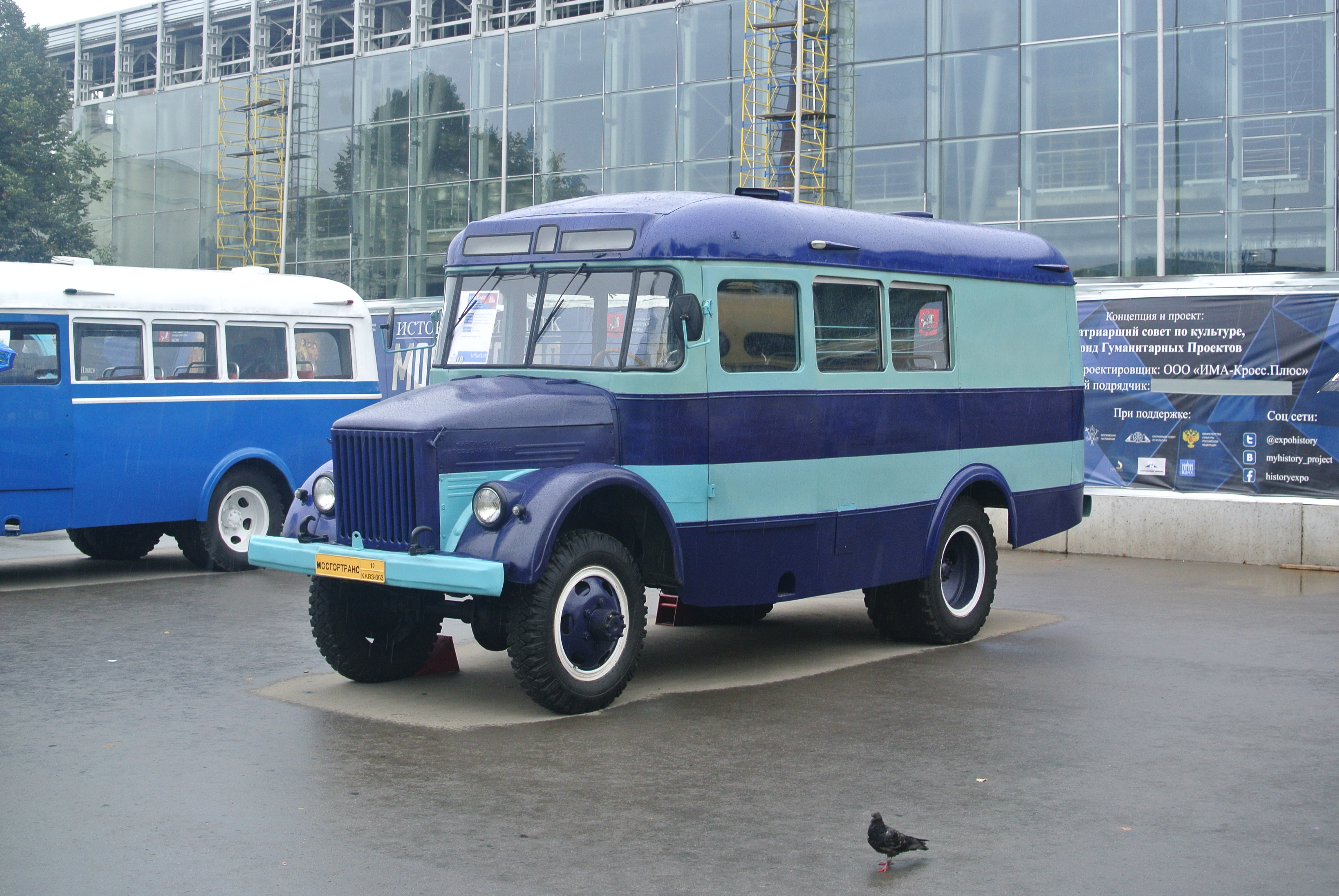
GAZ-51 panel truck